# Deeltjessnelheid
Onder deeltjessnelheid verstaat men de macroscopische snelheid van een 'deeltje', d.w.z een gedeelte, een kleine hoeveelheid, van het medium waardoorheen een golf zich voortplant. Het betreft niet een individueel molecuul of atoom, maar eerder een klein pakketje lucht of andere materie. Individuele atomen of moleculen vertonen allerlei andere bewegingen dan de beweging die door de macroscopische golf worden veroorzaakt (zie bijvoorbeeld Brownse beweging).
De deeltjessnelheid is periodiek, het deeltje beweegt zich heen en weer om de evenwichtstoestand. De deeltjessnelheid is een vectoriële grootheid, die grootte en richting heeft. Beide, de grootte en de richting, kunnen variëren met de tijd.

## Snelheid niet als onderdeel van een golf
Wanneer het medium als geheel zich beweegt (bijvoorbeeld luchtdeeltjes als het waait in de buitenlucht, of de deeltjes van een bal als de bal gegooid wordt), bewegen de deeltjes in dat medium zich ook, en hebben in dat geval ook een snelheid. Dit verschijnsel wordt echter niet aangeduid met de term deeltjessnelheid. De deeltjessnelheid is pas relevant als er verschillen optreden tussen de deeltjes.

## Voorbeelden
- Bij geluid, een longitudinale drukgolf door een samendrukbaar medium, bewegen de deeltjes zich met dezelfde frequentie als die van het geluid, en met dezelfde richting. De deeltjessnelheid is echter uit fase met de lokale geluidsdruk. Bij een zich vrij voortplantende vlakke golf geldt dat als de geluidsdruk op een bepaald moment en op een bepaalde plaats gelijk aan nul is, de absolute waarde van de deeltjessnelheid juist de maximale waarde bereikt.
- Bij een golf in water, een transversale golf, bewegen de deeltjes zich loodrecht op de voortplantingsrichting van de golf.
- Bij de trillingen van een snaar bewegen de deeltjes zich loodrecht op de snaar. Bij een staande golf in de snaar staan de deeltjes in een knoop stil (de deeltjessnelheid is daar nul). Bij een buik hebben de deeltjes de maximale snelheidsamplitude.

## Wiskundige beschrijving
De deeltjessnelheid {\displaystyle {\vec {v}}} (gemeten in m/s) wordt gegeven door:
{\displaystyle {\vec {v}}={\frac {\mathrm {d} {\vec {\xi }}}{\mathrm {d} t}}={\dot {\vec {\xi }}}},
met {\displaystyle {\vec {\xi }}} de deeltjesverplaatsing (in m) ten opzichte van de evenwichtstoestand.
In het geval van een sinusvormige golf met een hoekfrequentie {\displaystyle \omega }, geldt dat de amplitude {\displaystyle V} van de deeltjessnelheid het volgende verband heeft met de amplitude {\displaystyle X} van de deeltjesverplaatsing {\displaystyle \xi } en de amplitude {\displaystyle A} van de deeltjesversnelling {\displaystyle a}:
{\displaystyle V=\omega X={\frac {A}{\omega }}}

## Geluid
De deeltjessnelheid moet niet verward worden met de geluidssnelheid. Deze laatste is de snelheid waarmee de golf als geheel zich voortplant. Geluid wordt meestal gekarakteriseerd door de geluidsdruk. Deze is te meten met een geluidsmeter, die bestaat uit een microfoon met bijbehorende elektronica. De deeltjessnelheid is moeilijker te meten. De deeltjessnelheid kan direct gemeten worden met de vanaf 1994 ontwikkelde sensor, de Microflown.
Net als bij de geluidsdruk is de over een niet te kleine periode gemiddelde waarde van de deeltjessnelheid 0. De effectieve waarde {\displaystyle {\tilde {v}}} van de deeltjessnelheid is een geschikte maat voor de grootte van de deeltjessnelheid.
{\displaystyle {\tilde {v}}={\sqrt {{\frac {1}{T}}\int _{0}^{T}v^{2}(t)\,\mathrm {d} t}}}
De effectieve waarde {\displaystyle {\tilde {v}}} van de deeltjessnelheid wordt ook omgerekend naar een logaritmische waarde:
{\displaystyle L_{v}=10\lg \left({\frac {\tilde {v}}{v_{0}}}\right)^{2}{\text{dB}}=20\lg \left({\frac {\tilde {v}}{v_{0}}}\right){\text{dB}}}
hierin is de referentiesnelheid {\displaystyle v_{0}} gelijk aan: 
{\displaystyle v_{0}=5{,}0\times 10^{-8}\,\mathrm {m/s} }
In situaties met bijvoorbeeld reflecties van een geluidsgolf tegen een wand, zijn de geluidsdruk en de deeltjessnelheid niet precies met elkaar in tegenfase, maar is er een ander faseverschil. In dat geval geldt voor de complexe deeltjessnelheid:
{\displaystyle v={\frac {p}{Z}}}
Hierin is {\displaystyle Z} de complexe impedantie. 